# Achagua
Achagua — рід метеликів родини п'ядунів (Geometridae). Включає чотири види, що поширені в Центральній і Південній Америці.

## Види
- Achagua cooperae Matson, 2023 — Коста-Рика, Мексика
- Achagua magna Matson, 2023 — Перу, Болівія та Еквадор
- Achagua obsoleta Rindge, 1983 — Колумбія
- Achagua velata Matson, 2023 — Французька Гвіана